# Skip Scott

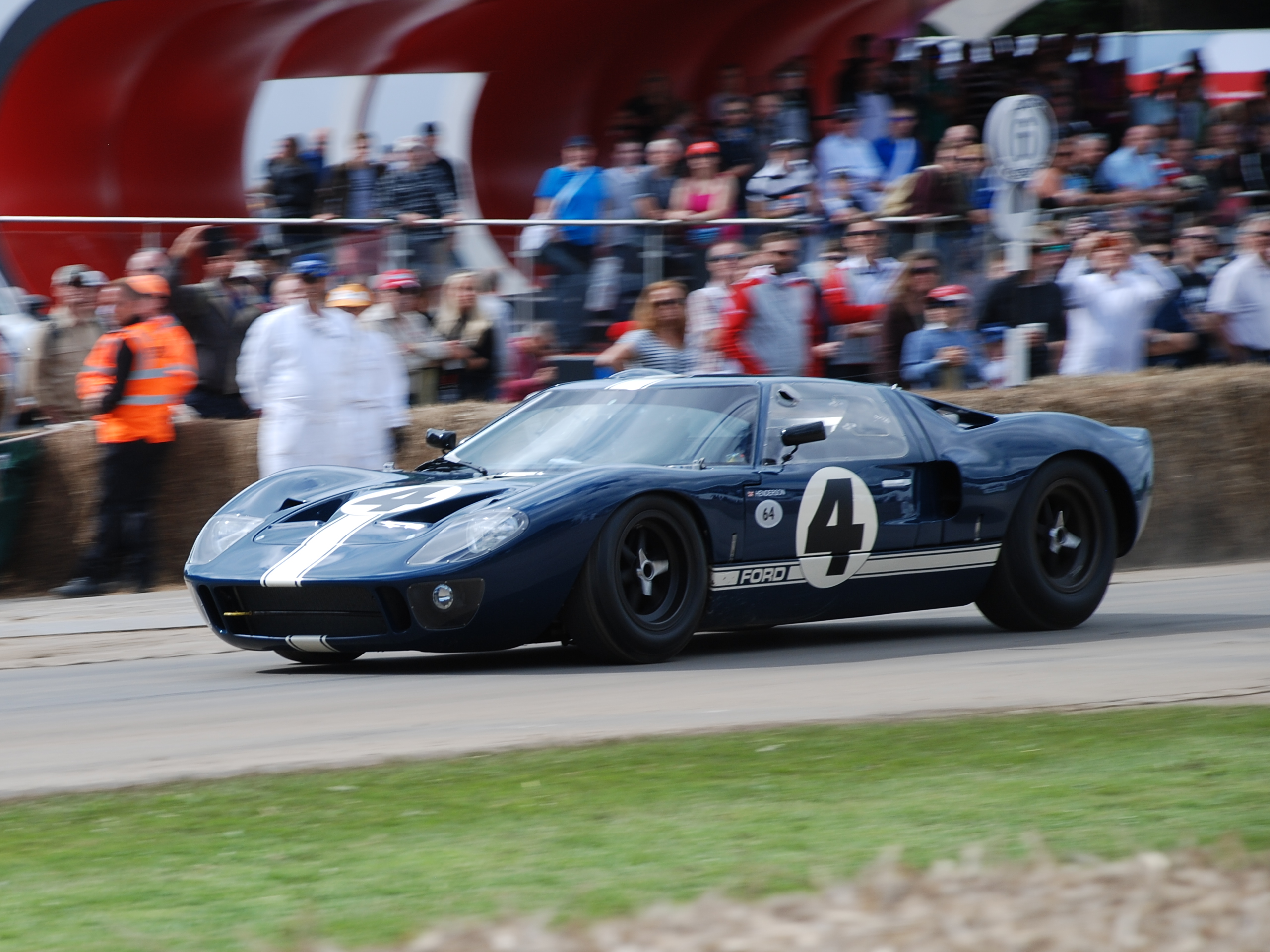
Der Ford GT40 mit dem Skip Scott beim 1000-km-Rennen von Monza 1966 am Start war

Robert Livingston „Skip“ Scott (* 24. August 1941 in Honolulu; † 9. August 2003 in Bay of Islands) war ein US-amerikanischer Autorennfahrer. 

## Karriere als Rennfahrer
Skip Scott war in den 1960er-Jahren bei Sportwagenrennen aktiv und zählte zu den Ford-Werkspiloten, die den GT40 fuhren. Vor seinem Ford-Engagement, das 1965 begann und nach dem Ablauf der folgenden Saison endete, fuhr er erfolgreich in der SCCA-Sportwagen-Meisterschaft. 1964 wurde er gemeinsam mit Ken Miles und John Morton in einem von Carroll Shelby gemeldeten Cobra Gesamtzweiter beim 500-Meilen-Rennen von Road America.
Scott startete mit dem Ford GT40 für die Mannschaft der Essex Wire Corporation, 1965 bei Rennveranstaltungen in Nordamerika und 1966 in der Sportwagen-Weltmeisterschaft. Mit Teampartner Peter Revson beendete er sowohl das 12-Stunden-Rennen von Sebring als auch das 1000-km-Rennen von Spa-Francorchamps an der dritten Stelle der Gesamtwertung. In Le Mans scheiterte das Duo an einem Motorschaden am GT40 MK.I. 
Nach dem Ende der Zusammenarbeit mit Ford waren erneut die US-amerikanischen Rennen sein Betätigungsfeld. 1969 steuerte er einen Lola T70 von Carl Haas und gewann unter anderem gemeinsam mit Chuck Parsons das 500-Meilen-Rennen von Road America 1968. Seinen letzten Einsatz hatte er beim 12-Stunden-Rennen von Sebring 1972, wo der gemeldete Ferrari 365 GTB/4 Competizione nach einem Motorschaden ausfiel.

## Statistik

### Le-Mans-Ergebnisse
| Jahr | Team                   | Fahrzeug       | Teamkollege  | Platzierung | Ausfallgrund |
| ---- | ---------------------- | -------------- | ------------ | ----------- | ------------ |
| 1966 | Essex Wire Cooperation | Ford GT40 Mk.I | Peter Revson | Ausfall     | Motorschaden |

### Sebring-Ergebnisse
| Jahr | Team                            | Fahrzeug          | Teamkollege  | Platzierung            | Ausfallgrund    |
| ---- | ------------------------------- | ----------------- | ------------ | ---------------------- | --------------- |
| 1965 | Peter Clarke                    | Ferrari 250 GTO   | Peter Clarke | Ausfall                | Unfall          |
| 1966 | Essex Wire Corporation          | Ford GT40         | Peter Revson | Rang 3 und Klassensieg |                 |
| 1968 | Javelin Racing Team             | AMC Javelin       | Peter Revson | Rang 12                |                 |
| 1972 | Kirk F. White Motor Racing Inc. | Ferrari 365 GTB/4 | David Hobbs  | Ausfall                | Getriebeschaden |

### Einzelergebnisse in der Sportwagen-Weltmeisterschaft
| Saison | Team                     | Rennwagen                | 1   | 2   | 3   | 4   | 5   | 6   | 7   | 8   | 9   | 10  | 11  | 12  | 13  | 14  | 15  | 16  | 17  | 18  | 19  | 20  |
| ------ | ------------------------ | ------------------------ | --- | --- | --- | --- | --- | --- | --- | --- | --- | --- | --- | --- | --- | --- | --- | --- | --- | --- | --- | --- |
| 1964   | Steve Berg               | Porsche 904              | DAY | SEB | TAR | MON | SPA | CON | NÜR | ROS | LEM | REI | FRE | CCE | RTT | SIM | NÜR | MON | TDF | BRI | BRI | PAR |
| 1964   | Steve Berg               | Porsche 904              |     |     |     |     |     |     |     |     |     |     |     |     |     |     | 2   |     |     |     |     |     |
| 1965   | Peter Clarke Essex Wire. | Ferrari 250 GTO AC Cobra | DAY | SEB | BOL | MON | MON | RTT | TAR | SPA | NÜR | MUG | ROS | LEM | REI | BOZ | FRE | CCE | OVI | NÜR | BRI | BRI |
| 1965   | Peter Clarke Essex Wire. | Ferrari 250 GTO AC Cobra |     | DNF |     |     |     |     |     |     |     |     |     |     |     |     |     |     |     |     |     | 3   |
| 1966   | Essex Wire               | Ford GT40                | DAY | SEB | MON | TAR | SPA | NÜR | LEM | MUG | CCE | HOK | SIM | NÜR | ZEL |     |     |     |     |     |     |     |
| 1966   | Essex Wire               | Ford GT40                | DNF | 3   | DNF |     | 3   | DNF | DNF |     |     |     |     |     |     |     |     |     |     |     |     |     |
| 1968   | Javelin Racing           | AMC Javelin              | DAY | SEB | BRH | MON | TAR | NÜR | SPA | WAT | ZEL | LEM |     |     |     |     |     |     |     |     |     |     |
| 1968   | Javelin Racing           | AMC Javelin              | 12  |     |     |     |     |     |     |     |     |     |     |     |     |     |     |     |     |     |     |     |
| 1972   | Kirk F. White            | Ferrari 365 GTB/4        | BUA | DAY | SEB | BRH | MON | SPA | TAR | NÜR | LEM | ZEL | WAT |     |     |     |     |     |     |     |     |     |
| 1972   | Kirk F. White            | Ferrari 365 GTB/4        | DNF |     |     |     |     |     |     |     |     |     |     |     |     |     |     |     |     |     |     |     |